# Piccola cantata massonica
La Piccola cantata massonica, conosciuta anche con il titolo Laut verkünde unsre Freude, K. 623 ("Alto annunci la nostra gioia", prime parole del testo in tedesco) è una cantata composta da Wolfgang Amadeus Mozart a Vienna nel 1791.
Si tratta dell'ultima opera completata da Mozart (il Requiem, com'è noto, rimase incompiuto). Uno dei primi biografi di Mozart, il Nissen, evidenzia come il compositore attribuisse grande importanza a questa cantata, che gli diede animo negli ultimi giorni della sua vita.

## Titolo
Il manoscritto mozartiano, conservato alla Gesellschaft der Musikfreunde di Vienna, è privo di titolo. Il compositore inserì l'opera nel catalogo autografo delle sue opere, alla data del 15 novembre 1791, con la dicitura «Eine kleine Freymaurer-Kantate» ("Una piccola cantata massonica"). La moderna edizione critica delle opere di Mozart, la Neue Mozart-Ausgabe, pubblica quest'opera col titolo Laut verkünde unsre Freude, corrispondente alle prime quattro parole del testo tedesco.

## Storia
Mozart completò l'opera il 15 novembre 1791; essa fu eseguita la prima volta a Vienna il 17 o 18 novembre, in occasione dell'inaugurazione del nuovo tempio della loggia massonica Zur gekrönten Hoffnung ("alla speranza incoronata"), di cui il compositore faceva parte. L'autore del testo è incerto: esso è stato attribuito a Emanuel Schikaneder (il librettista de Il flauto magico), ma si ritiene più probabile che sia invece di Karl Ludwig Giesecke. 
La prima esecuzione fu un successo, il che rallegrò grandemente il compositore in un periodo in cui era di umore molto malinconico; egli (secondo quanto riferì più tardi la moglie Constanze) avrebbe commentato: «Se non sapessi di aver fatto cose più belle, penserei che questa è la mia opera migliore».
La cantata fu pubblicata postuma nel 1792, dall'editore Joseph Hraschanzky di Vienna. Questa prima pubblicazione fu finanziata dalla loggia massonica, a favore della vedova di Mozart e degli orfani.

## Descrizione

### Organico
L'organico è il seguente: due tenori; basso; coro maschile; orchestra composta da flauto, due oboi, due corni e archi.

### Struttura
La composizione è suddivisa in sei numeri:
1. Coro con Soli: Laut verkünde unsre Freude
2. Recitativo accompagnato, per il secondo tenore: Zum ersten Male, edle Brüder
3. Aria per il secondo tenore: Dieser Gottheit Allmacht ruhet
4. Recitativo accompagnato, per il primo tenore e il basso: Wohlan ihr Brüder, überlaßt euch ganz
5. Duetto per il primo tenore e il basso: Lange sollen diese Mauern
6. Coro con Soli: Laut verkünde unsre Freude

## Testo
Si tratta di un testo d'occasione, scritto per l'inaugurazione di un tempio massonico. Il primo recitativo dice fra l'altro: «Noi consacriamo questo luogo a santuario del nostro lavoro [...]. Dolce è il sentimento del massone, che in una giornata così festante rinsalda nuovamente e più strettamente il vincolo coi fratelli; dolce è il pensiero che oggi la comunità ha ripreso spazio tra gli uomini; dolce è il richiamo di questo luogo [...] dove tutte le virtù più sacre, prima tra le virtù, la carità regina, troneggiano in silenzioso splendore». Subito dopo, l'aria del secondo tenore intona: «L'onnipotenza di questa divinità non si fonda / sul clamore, sul lusso e sullo sperpero, / no! Essa opera in silenzio ed elargisce / il bene all'umanità. / Silente divinità, il petto del massone / rende completo omaggio alla tua immagine, / perché tu riscaldi con la dolcezza del sole sempre il suo cuore in dolce gaiezza».
Secondo Lidia Bramani, è «commovente il messaggio che Mozart ci lascia, insieme al Requiem, al Flauto Magico e alla Clemenza di Tito, anche in questa cantata, ribadendo ancora una volta, la fiducia in una convivenza solidale tra gli uomini».

## Discografia
| Anno | Cast (Tenore I, Tenore II, Basso, Coro, Orchestra)                                                                 | Direttore      | Etichetta |
| ---- | --- | -------------- | --------- |
| 1969 | Werner Krenn (primo e secondo tenore), Tom Krause, Edinburgh Festival Chorus, London Symphony Orchestra            | István Kertész | Decca     |
| 1991 | Peter Schreier, Hans-Peter Blochwitz, Andreas Schmidt, Männerchor des Runfunkchores Leipzig, Staatskapelle Dresden | Peter Schreier | Philips   |